# Raffaele Fornari
Raffaele Fornari (Roma, 23 de janeiro de 1787 - Roma, 15 de junho de 1854) foi um cardeal italiano do século XIX.

## Biografia
Nasceu em Roma em 23 de janeiro de 1787. Filho de Francesco Fornari, oficial da Cúria Romana, natural de Pontremoli, e de Teresa Galli.
Estudou no Seminario Romano, Roma; e no Collegio Romano, em Roma, onde se doutorou em teologia.
Ordenado (nenhuma informação encontrada). Economous ad interim do Collegio e Seminario Romano, 1815; economous, 1817-1821. Professor de teologia dogmática, Pontifícia Universidade Gregoriana, novembro de 1823 a 1838. Conselheiro de várias congregações romanas. Chamberlain of honor in abito paonazzo, 1832. Canonista no tribunal da Sagrada Penitenciária Apostólica, 1832-1834; seu datário, 1835-1839. Encarregado de negócios da nunciatura na Bélgica, 1838; internúncio, 4 de dezembro de 1838 até 1842.
Eleito arcebispo titular de Nicéia em 24 de janeiro de 1842. Núncio na Bélgica em 21 de março de 1842. Consagrado em 3 de abril de 1842 na catedral metropolitana de St. Rombaud, Mechelen, Bélgica, pelo cardeal Engelbert Sterckx, arcebispo de Mechelen, assistido por Cornelius van Bommel, bispo de Liège, e por François René Boussen, bispo de Bruges. Núncio na França, 12 de dezembro de 1842 (3) . Assistente do Trono Pontifício, 24 de janeiro de 1843.
Criado cardeal no consistório de 21 de dezembro de 1846 e reservado in pectore ; publicado no consistório de 30 de setembro de 1850; recebeu gorro vermelho e título de S. Maria sopra Minerva, 10 de abril de 1851. Prefeito da SC de Estudos de 7 de junho de 1851 até sua morte.
Morreu em Roma em 15 de junho de 1854, às 9h, após um breve mal-estar seguido de febre perniciosa, Roma. Exposto na igreja de S. Maria in Vallicella, Roma, 18 de junho de 1854; a missa fúnebre, celebrada pelo Cardeal Gabriele Ferretti, camerlengo do Sacro Colégio dos Cardeais, aconteceu naquela igreja em 19 de junho de 1854, com a participação do Papa Pio IX. Os restos mortais do cardeal foram enterrados em seu título.